# Giappone ai III Giochi olimpici invernali
Il Giappone partecipò ai III Giochi olimpici invernali, svoltisi a Lake Placid, Stati Uniti, dal 4 al 15 febbraio 1932, con una delegazione di 16 atleti impegnati in cinque discipline.